# Énergie éolienne en Finlande
L'énergie éolienne est une source d'énergie importante en Finlande : l'éolien produisait 18,1 % de l'électricité du pays en 2023.
La Finlande se classe au 8e rang des pays de l'Union européenne (UE) producteurs d'électricité éolienne en 2024, avec 4,2 % de la production éolienne de l'UE ; pour la puissance installée, elle est au 8e rang de l'UE (3,6 %), mais pour la puissance installée par habitant elle se classe au 2e rang de l'UE, avec une puissance moyenne supérieure de 189 % à la moyenne de l'UE, derrière la Suède et devant le Danemark.
La puissance installée de l'éolien en mer finlandais représente 0,9 % du total éolien du pays. Des appels d'offres organisés à partir de 2022 ont pour objectif la construction de plus de 6 GW de parcs éoliens en mer.

## Production

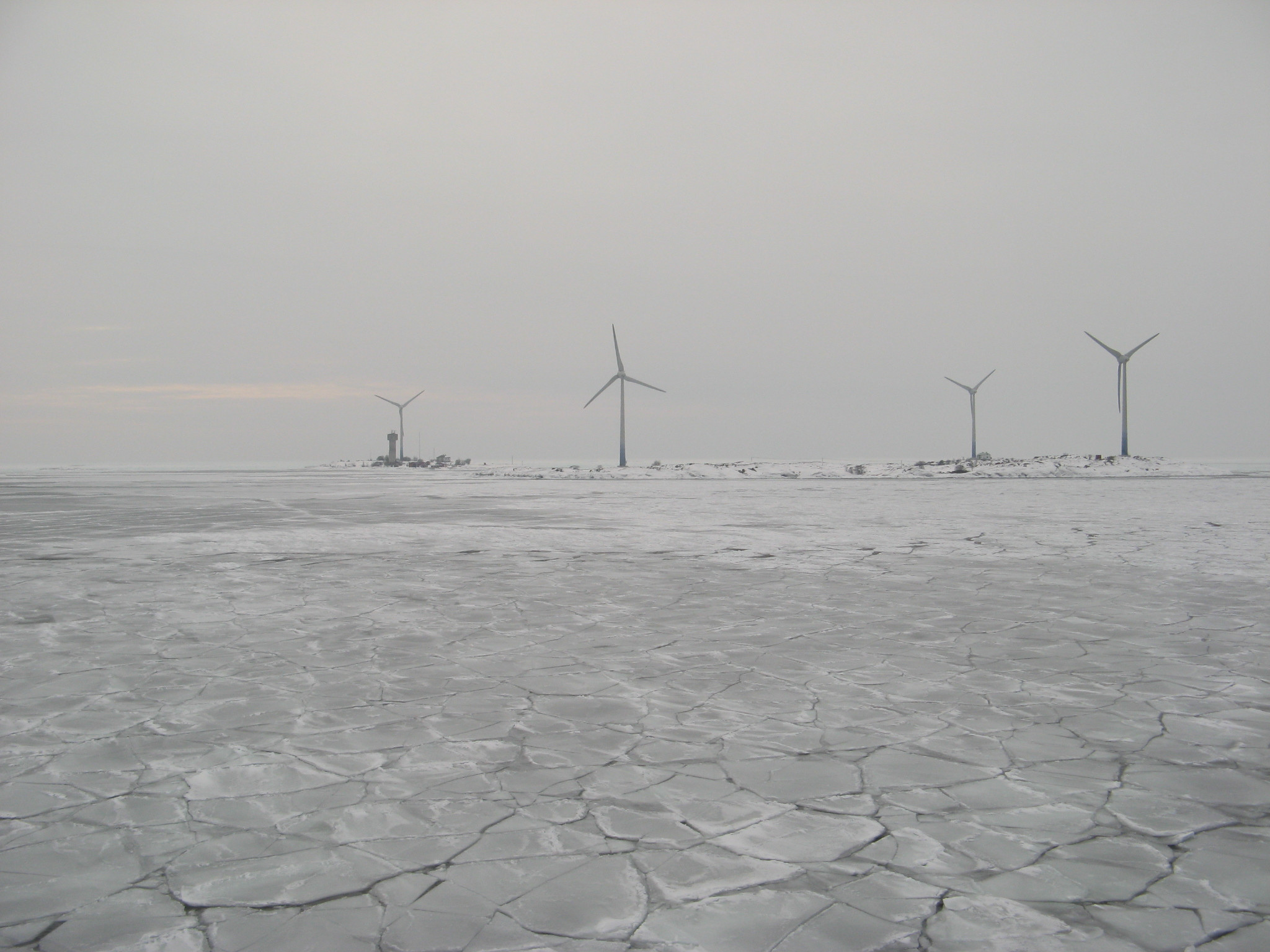
Parc éolien de Nyhamn sur l'île de Lilla Båtskär, région d'Åland, hiver 2011.

L'énergie éolienne (puissance installée et production) en Finlande

Selon EurObserv'ER, l'énergie éolienne a produit 20 648 GWh en 2024, en progression de 37,3 % par rapport à 2023. La Finlande se classe au 8e rang de l'Union européenne (UE) (4,2 % de la production éolienne de l'UE), derrière l'Allemagne (28,5 %), l'Espagne (12,8 %), la France (9,2 %), la Suède (8,5 %), les Pays-Bas (6,8 %), la Pologne (5,2 %) et l'Italie (4,6 %).
La production d'électricité éolienne de la Finlande s'élevait en 2023 à 14 691 GWh, soit 18,1 % de la production totale du pays.
L'Energy Institute estime la production d'électricité éolienne de la Finlande en 2023 à 15,0 TWh, soit 18,5 % de la production d'électricité du pays.
| Année | Production (GWh) | Accroissement | Part prod.élec. |
| 1995  | 11               |               | 0,02 %          |
| 2000  | 78               |               | 0,1 %           |
| 2005  | 170              |               | 0,2 %           |
| 2010  | 294              |               | 0,4 %           |
| 2011  | 481              | +63,6 %       | 0,7 %           |
| 2012  | 494              | +2,7 %        | 0,7 %           |
| 2013  | 774              | +56,7 %       | 1,1 %           |
| 2014  | 1 107            | +43,0 %       | 1,6 %           |
| 2015  | 2 327            | +110,2 %      | 3,4 %           |
| 2016  | 3 068            | +31,8 %       | 4;5 %           |
| 2017  | 4 795            | +56,3 %       | 7,1 %           |
| 2018  | 5 839            | +21,8 %       | 8,3 %           |
| 2019  | 6 025            | +3,2 %        | 8,8 %           |
| 2020  | 8 256            | +37,0 %       | 11,9 %          |
| 2021  | 8 507            | +3,0 %        | 11,8 %          |
| 2022  | 12 022           | +41,3 %       | 16,7 %          |
| 2023  | 14 691           | +22,2 %       | 18,1 %          |
| 2024  | 20 648           | +40,5 %       |                 |

En 2023, l'énergie éolienne a produit 15 049 GWh, en progression de 25,2 % par rapport à 2022. La Finlande se classe au 10e rang de l'Union européenne (UE) avec 3,2 % de la production éolienne de l'UE.
L'énergie éolienne a produit 11,56 TWh en 2022, en progression de 35,9 %. La Finlande se classe au 11e rang de l'Union européenne (UE) avec 2,8 % de la production éolienne de l'UE. La part de l'éolien dans la demande d'électricité du pays atteignait 14 % en 2022.

## Puissance installée

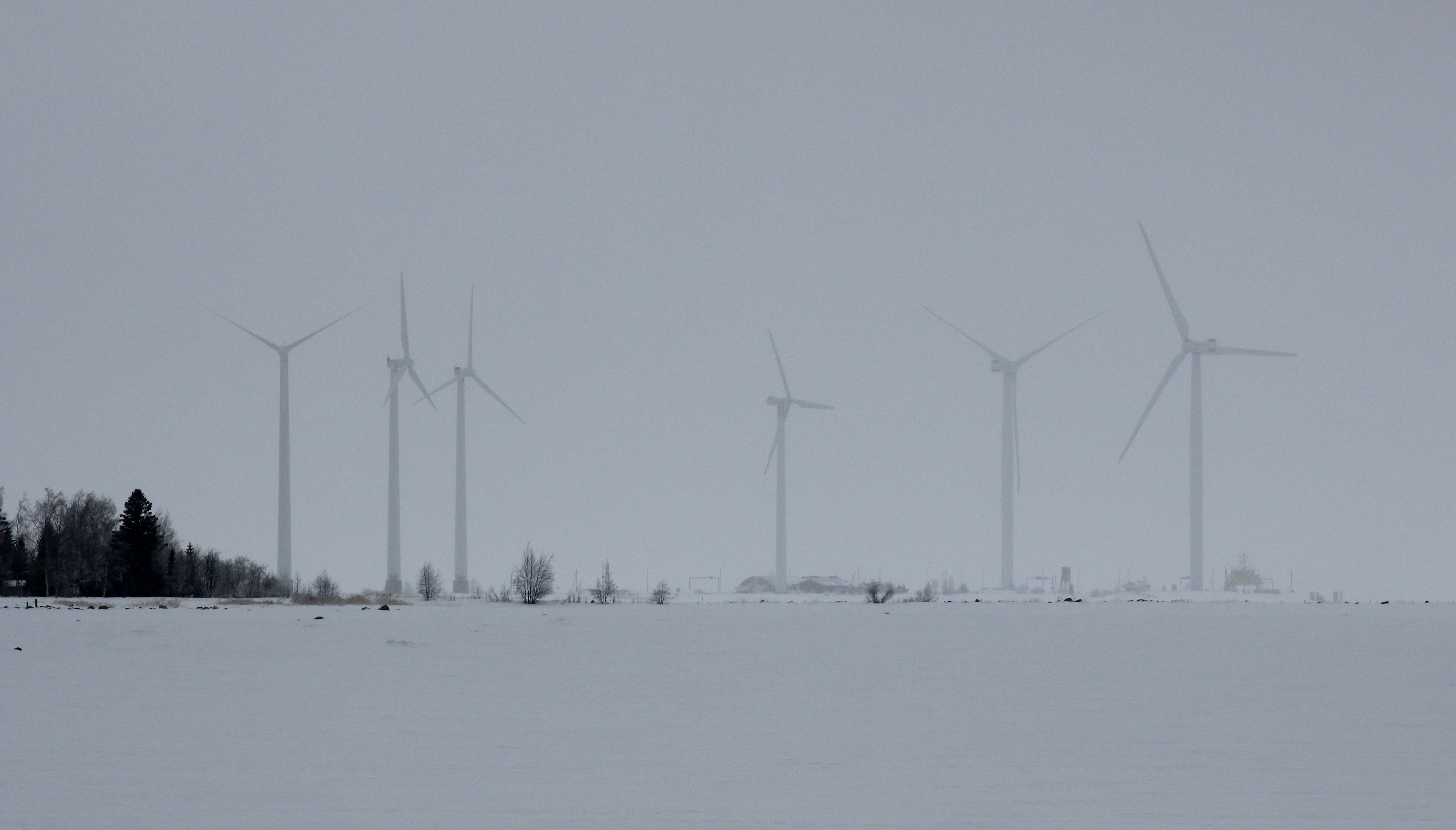
Parc éolien de Oulunsalo à Riutunkari, 2013.

La Finlande a installé 1 413,5 MW en 2024, portant sa puissance installée éolienne à 8 358,4 MW fin 2024 (+20,4 %). Elle se classe au 8e rang de l'Union européenne (UE) (3,6 % du total de l'UE), derrière l'Allemagne (31,4 %), l'Espagne (13,7 %), la France (10,8 %), la Suède (7,4 %), l'Italie (5,6 %), les Pays-Bas (5,0 %) et la Pologne (4,4 %). Sa part du marché de l'UE en 2024 était de 10,6 %, au 2e rang derrière l'Allemagne (30,3 %) et devant la France (8,7 %), les Pays-Bas (7,6 %) et la Suède (7,6 %).
La puissance installée par habitant de la Finlande s'élevait en 2024 à 1 491,5 W, supérieure de 189 % à la moyenne de l'UE (516,2 W), au 2e rang européen, derrière la Suède (1 632,1 W) et devant le Danemark (1 257,1 W), l'Allemagne (872,1 W) et la France (364,6 W).
En 2023, la Finlande a installé 1 280 MW, portant sa puissance installée éolienne à 6 946 MW fin 2023 (+22,4 %), compte tenu de la mise hors service de 11 MW. Elle se classe au 9e rang de l'Union européenne (UE) avec 3,2 % du total de l'UE, derrière l'Allemagne (31,8 %), l'Espagne (14,1 %), la France (10,2 %), la Suède (7,4 %), etc. Sa part du marché de l'UE en 2023 était de 8,2 %, au 5e rang, derrière l'Allemagne (24,5 %), les Pays-Bas (12,7 %), la Suède (11,9 %) et la France (10,7 %).
En 2022, la Finlande a installé 2 429 MW, portant sa puissance installée éolienne à 5 677 MW fin 2022 (+74,3 %), compte tenu de la mise hors service de 9 MW. Elle se classe au 9e rang de l'Union européenne (UE) avec 2,8 % du total de l'UE, derrière l'Allemagne (32,7 %), l'Espagne (14,3 %), la France (9 %), la Suède (7,2 %), etc. Sa part du marché de l'UE en 2022 était de 16,2 %, au 3e rang, derrière l'Allemagne (18,4 %) et la Suède (16,5 %).
La puissance installée par habitant de la Finlande s'élevait en 2022 à 1 023,2 W, supérieure de 126 % à la moyenne de l'UE (453,7 W), au 3e rang européen, derrière la Suède (1 395,4 W) et le Danemark (1 208,8 W), mais devant l'Allemagne (795,4 W), l'Espagne (612,3 W) et la France (305 W).
La Finlande disposait de 2 041 MW d'éoliennes à la fin de 2018 (449 MW en 2013, 288 MW en 2012), dont 72,7 MW offshore ; en comparaison, la Suède en avait 7 407 MW et le Danemark 6 131 MW. Avec 371,4 W/habitant, la Finlande se classait en 2017 au 7e rang européen (Danemark : 960 W/hab, Suède : 672 W/hab, Allemagne : 671 W/hab, Espagne : 498 W/hab, France : 202 W/hab).

## Éolien en mer

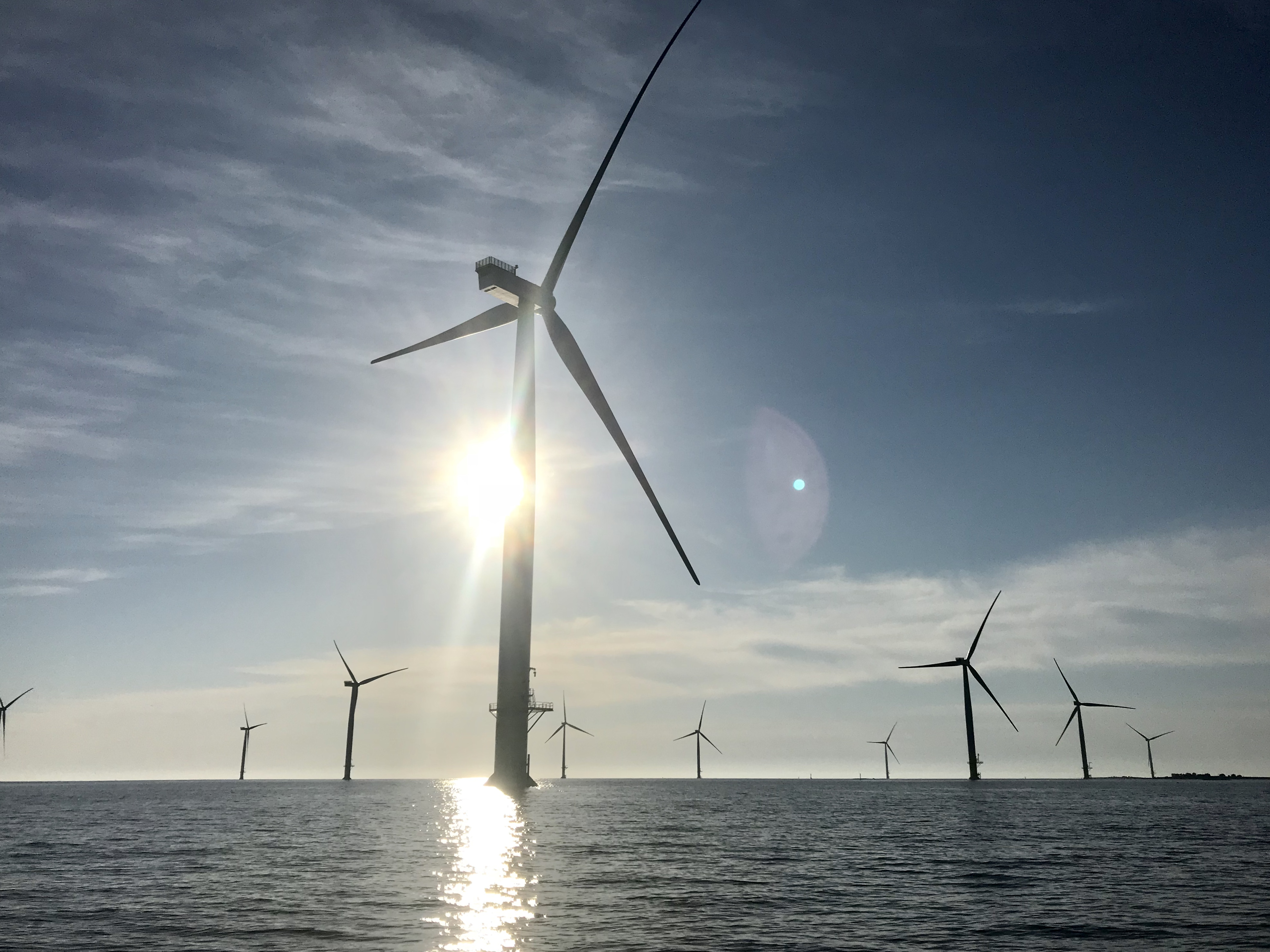
Parc éolien de Tahkoluoto, 2018.

La puissance installée de l'éolien en mer finlandais est de 73 MW en 2024, soit 0,9 % du total éolien du pays.
La première éolienne en mer du pays a été installée en 2010 à Tahkoluoto, dans la commune de Pori ; c'était le premier parc éolien en mer conçu pour un contexte de glace de mer. Cette éolienne pilote de 2,3 MW a été complétée par dix autres turbines de 4,2 MW en 2017. Son propriétaire Hyötytuuli prépare une extension de ce parc avec 40 turbines supplémentaires et un autre parc en mer de 25 à 50 turbines à Ulkonahkiainen, dans la commune de Raahe. Le ministère de l'économie finlandais accorde le 15 février 2023 une subvention de 30 millions € pour le projet d'extension du parc de Tahkoluoto, dans le cadre du Plan de relance européen de 2020.
Le projet de parc éolien en mer de Korsnäs (1,3 GW) est développé par le suédois Vattenfall, sélectionné par appel d'offres organisé par l'entreprise publique Metsähallitus. La mise en service du parc est prévue après 2030.
Les appels d'offres organisés par Metsähallitus ont pour objectif la construction de plus de 6 GW de parcs éoliens en mer. Après celui de 2022, sur le projet de Korsnäs, des appels d'offres sont prévus pour deux parcs en 2023 et deux autres en 2024. Sept zones ont été délimitées sur la côte ouest du pays.

## Principaux parcs éoliens
La base de données The Windpower recense 281 parcs éoliens finlandais totalisant 28,3 GW en avril 2023, dont 5,83 GW en fonctionnement (5,76 GW à terre et 0,07 GW en mer), 1,83 GW en construction et 20,59 GW en projet (offshore).